# Пітешть
Пітешть (рум. Pitești) — місто у повіті Арджеш в Румунії, що має статус муніципію.
Місто розташоване на відстані 108 км на північний захід від Бухареста, 102 км на північний схід від Крайови, 105 км на південний захід від Брашова.
У місті розташований нафтопереробний завод Arpechim, воно також є центром автомобільної промисловості Румунії, зокрема в ньому знаходиться фабрика UAP, що випускає автівки брендів Dacia та Renault.

## Феномен Пітешті
З 1948 до 1953 комуністичний режим влаштував у міській в'язниці фізично-психологічний дослід над студентами-політв'язнями. Очолив його Еджен Цуркану.
Увесь експеримент, який розпочався влітку 1948-го паралельно в Сучавській і Пітештьскій в'язницях поділявся на два етапи. У межах першого молодих людей ламали психологічно суто тюремними обмеженнями — забороняли спілкуватися із зовнішнім світом та між собою, суттєво зменшували раціон харчування. Це призвело до того, що в'язні важили по 40 кг. У межах другого етапу в'язнів ділили на такі дві касти: хто зламався, піддався «перевихованню», ставали «катами», а незламні — їхніми жертвами. «Кати» були зобов'язані щодня знущатися зі своїх жертв, які були їхніми друзями. Та на початку жертви вчинили такий опір, що довелося втрутитись начальнику колонії, аби допомогти «катам».
Постійною практикою було побиття жертв на очах в інших в'язнів, релігійне приниження. На Різдво когось із в'язнів змушували сідати на відро з нечистотами. Це, на думку наглядачів, мало відображати народження Ісуса Христа.
Експеримент був раптово завершений у Пітешті владою у серпні 1951 року за незрозумілих обставин. Після суду у 1954 році Еджена Цуркану розстріляли.

## Населення
За даними перепису населення 2002 року у місті проживали 168 458 осіб.
Національний склад населення міста:
| Національність            | Кількість осіб | Відсоток |
| ------------------------- | -------------- | -------- |
| румуни                    | 167006         | 99,1 %   |
| цигани                    | 826            | 0,5 %    |
| угорці                    | 152            | 0,1 %    |
| німці                     | 77             | < 0,1 %  |
| греки                     | 69             | < 0,1 %  |
| турки                     | 46             | < 0,1 %  |
| вірмени                   | 39             | < 0,1 %  |
| італійці                  | 34             | < 0,1 %  |
| росіяни-липовани          | 23             | < 0,1 %  |
| українці                  | 16             | < 0,1 %  |
| євреї                     | 16             | < 0,1 %  |
| серби                     | 6              | < 0,1 %  |
| китайці                   | 5              | < 0,1 %  |
| словаки                   | 3              | < 0,1 %  |
| болгари                   | 3              | < 0,1 %  |
| татари                    | 1              | < 0,1 %  |
| хорвати                   | 1              | < 0,1 %  |
| чехи                      | 1              | < 0,1 %  |
| поляки                    | 1              | < 0,1 %  |
| не вказали національність | 7              | < 0,1 %  |

Рідною мовою назвали:
| Мова                  | Кількість осіб | Відсоток |
| --------------------- | -------------- | -------- |
| румунська             | 167725         | 99,6 %   |
| циганська             | 242            | 0,1 %    |
| угорська              | 142            | 0,1 %    |
| німецька              | 57             | < 0,1 %  |
| турецька              | 37             | < 0,1 %  |
| вірменська            | 30             | < 0,1 %  |
| італійська            | 28             | < 0,1 %  |
| грецька               | 27             | < 0,1 %  |
| російська             | 16             | < 0,1 %  |
| українська            | 13             | < 0,1 %  |
| китайська             | 5              | < 0,1 %  |
| сербська              | 4              | < 0,1 %  |
| словацька             | 3              | < 0,1 %  |
| болгарська            | 3              | < 0,1 %  |
| єврейська (їдиш)      | 2              | < 0,1 %  |
| татарська             | 1              | < 0,1 %  |
| чеська                | 1              | < 0,1 %  |
| польська              | 1              | < 0,1 %  |
| не вказали рідну мову | 13             | < 0,1 %  |

Склад населення міста за віросповіданням:
| Релігія                                       | Кількість осіб | Відсоток |
| --------------------------------------------- | -------------- | -------- |
| православні                                   | 165893         | 98,5 %   |
| римо-католики                                 | 479            | 0,3 %    |
| п'ятдесятники                                 | 405            | 0,2 %    |
| лютерани                                      | 397            | 0,2 %    |
| адвентисти                                    | 250            | 0,1 %    |
| бретрени                                      | 224            | 0,1 %    |
| баптисти                                      | 140            | 0,1 %    |
| греко-католики                                | 127            | 0,1 %    |
| мусульмани                                    | 94             | 0,1 %    |
| реформати                                     | 62             | < 0,1 %  |
| атеїсти                                       | 55             | < 0,1 %  |
| унітарії                                      | 35             | < 0,1 %  |
| не релігійні                                  | 34             | < 0,1 %  |
| лютерани (Синодально-пресвітеріанська церква) | 29             | < 0,1 %  |
| лютерани (Аугсбурзького сповідання)           | 23             | < 0,1 %  |
| старообрядці                                  | 20             | < 0,1 %  |
| юдеї                                          | 16             | < 0,1 %  |
| не вказали релігію                            | 55             | < 0,1 %  |

## Відомі уродженці
- Думітру Бретіану (1818—1892) — прем'єр-міністр Румунії з 22 квітня до 21 червня 1881, міністр закордонних справ з 10 квітня по 8 червня 1881.